# Hemidactylus garnotii
Hemidactylus garnotii  (лат.) — вид полупалых гекконов из семейства гекконовые. Видовое латинское название дано в честь французского зоолога Проспера Гарно (1794—1838).
Общая длина достигает 13 см. Этот геккон имеет длинный хвост, тонкое туловище и вытянутую голову, относительно большие глаза оранжевые с краев. Хвост сжат с обеих сторон, с зубчиками. Окраска коричневая с частыми тёмными пятнышками, брюхо имеет бело-серый цвет с жёлтым оттенком, нижняя части хвоста оранжевая. На хвосте имеются белые пятна и кольца. Хвост хрупкий и легко откидывается.
Живёт преимущественно на стенах, на деревьях и в других местах с большим количеством укрытий. Скрывается на телефонных столбах, заборах. Это ночное животное, которые скрывается в течение дня, активно становятся в сумерках. Питается мелкими насекомыми, жуками и сверчками.
Яйцекладущая ящерица. Самка откладывает 2 яйца, за сезон бывает несколько кладок.
Вид распространён в Юго-Западной Азии, на островах Индийского океана, Филиппинах, в Новой Зеландии, Индонезии, на острове Новая Каледония, Западное Самоа, Полинезия. Завезён в США, особенно много этих гекконов в штате Флорида.